# Eduard Aly
Eduard Aly (* 24. Dezember 1854 in Magdeburg; † 9. Dezember 1901 in Dresden) war ein  deutscher Jurist und Schriftsteller.

## Leben und Wirken
Aly war ein Nachkomme des Kammertürken Friedrich Aly († 1716). Seine Eltern waren der Kaufmann Eduard Aly und seine Gemahlin Anna geb. Lochte. Sein älterer Bruder war der klassische Philologe Gottfried Friedrich Aly.
Nach einer juristischen Ausbildung war Aly eine gewisse Zeit als Rechtsanwalt tätig. Von Jean Paul beeinflusst, betätigte er sich zunehmend als Schriftsteller, Erzähler und Humorist.
Er starb unverheiratet und kinderlos 1901.

## Werke (Auswahl)
- Liebe will keine Meisterin. 1897.
- Es werde Recht! 1898.
- Wolkenkuckucksheimer Dekamerone. 1899.
- Der neue Schwabenspiegel 1900.
- Geschichten aus Sachsen-Sieben-Indien. 1901.